# كازوكو هيروناكا
كازوكو هيروناكا (弘中 和子)، هي لاعبة كرة قدم، ولعبت مع منتخب اليابان لكرة القدم للسيدات.